# Павловская волость (Каргопольский уезд)
Павловская во́лость — волость в составе Каргопольского уезда Олонецкой губернии.

## Общие сведения
Волостное правление располагалось в селении Сопухина.
В состав волости входили сельские общества, включающие 73 деревни:
- Волковское общество
- Златоустовское общество
- Павловское общество
- Поселение Успенского города Каргополя женского монастыря
- Поселение Глазова (посёлок Спасопреображенского монастыря)

На 1890 год численность населения волости составляла 2697 человек.
На 1905 год численность населения волости составляла 3117 человек. В волости насчитывалось 461 лошадь, 648 коров и 1183 головы прочего скота.
В ходе реформы административно-территориального деления СССР в 1927 году волость была упразднена.
В настоящее время территория Павловской волости относится в основном к Каргопольскому району Архангельской области.